# Бедіас (Техас)
Бедіас (англ. Bedias) — місто (англ. city) в США, в окрузі Граймс штату Техас. Населення — 361 особа (2020).
Зареєстроване як місто 2003 року.

## Географія
Бедіас розташований за координатами 30°46′54″ пн. ш. 95°56′40″ зх. д. / 30.78167° пн. ш. 95.94444° зх. д. (30.781636, -95.944581).  За даними Бюро перепису населення США в 2010 році місто мало площу 2,89 км², з яких 2,87 км² — суходіл та 0,03 км² — водойми.

## Демографія
Згідно з переписом 2010 року, у місті мешкали 443 особи в 178 домогосподарствах у складі 119 родин. Густота населення становила 153 особи/км².  Було 228 помешкань (79/км²).
Расовий склад населення:
| - 77,2 % — білих - 13,3 % — чорних або афроамериканців - 0,9 % — корінних американців - 0,2 % — азіатів - 4,5 % — осіб інших рас |

До двох чи більше рас належало 3,8 %. Частка іспаномовних становила 10,6 % від усіх жителів.
За віковим діапазоном населення розподілялося таким чином: 20,1 % — особи молодші 18 років, 60,9 % — особи у віці 18—64 років, 19,0 % — особи у віці 65 років та старші. Медіана віку мешканця становила 45,4 року. На 100 осіб жіночої статі у місті припадало 100,5 чоловіків;  на 100 жінок у віці від 18 років та старших — 102,3 чоловіків також старших 18 років.
Середній дохід на одне домашнє господарство  становив 44 093 долари США (медіана — 35 750), а середній дохід на одну сім'ю — 50 045 доларів (медіана — 50 469). За межею бідності перебувало 21,3 % осіб, у тому числі 43,1 % дітей у віці до 18 років та 15,7 % осіб у віці 65 років та старших.
Цивільне працевлаштоване населення становило 136 осіб. Основні галузі зайнятості: освіта, охорона здоров'я та соціальна допомога — 19,9 %, роздрібна торгівля — 17,6 %, сільське господарство, лісництво, риболовля — 14,7 %.